# Roger Assalé
Pour les articles homonymes, voir Assalé.
Roger Assalé, né le 13 novembre 1993 à Abengourou, est un footballeur international ivoirien évoluant au poste d'attaquant au Stade d’Abidjan.

## Biographie

### Début de carrière
Assalé commence sa carrière au club ivoirien du Séwé Sports en 2012. Après deux saisons où il remporte à chaque fois le championnat national, il rejoint le TP Mazembe. Assalé s'épanouit au club et connaît de nombreux succès collectif dont une victoire en Ligue des champions de la CAF 2015.

### BSC Young Boys
Le 10 février 2017, Assalé est prêté au BSC Young Boys. Huit jours plus tard, il fait ses débuts en Super League en rentrant en jeu contre le FC Saint-Gall et marque un but d'emblée qui permet à son nouveau club d'obtenir un nul 2-2. Titularisé la semaine suivante face à Grasshopper, Assalé réalise un doublé lors d'un succès 2-3. En avril, il se fait exclure contre le FC Bâle. L'Ivoirien finit sa demi-saison en ayant marqué six buts en quatorze matchs.
En juillet, Assalé est acheté par les Young Boys. Il forme un duo efficace avec le Français Guillaume Hoarau durant la saison 2017-2018. Assalé marque douze buts en Super League et aide le club à remporter le championnat, une première depuis plus de trente ans. En parallèle, il découvre la compétition européenne lors des phases de qualifications de la Ligue des champions contre le Dynamo Kiev au mois de juillet 2017.
La saison 2018-2019 suit les mêmes bases que la précédente. Assalé remporte pour la seconde fois le championnat, ce qui confirme la domination du BSC Young Boys en Suisse. Malgré des statistiques un peu plus maigres que la saison passée, avec neuf buts et autant de passes en Super League, Assalé réalise à nouveau une saison satisfaisante.
Durant l'été 2019, des rumeurs de transfert avancent l'intérêt du FC Metz et du Werder Brême.

#### Prêt à Leganés
Assalé est prêté au CD Leganés le 31 janvier 2020 pour le reste de la saison. Il arrive dans la banlieue madrilène pour compenser le départ de Youssef En-Nesyri et aider le club à se maintenir.
Le 8 février, Assalé dispute son premier match de Liga en remplaçant Miguel Ángel Guerrero contre le Levante UD.

### Dijon FCO
Roger Assalé signe le 5 septembre 2020 au Dijon FCO pour une durée de quatre ans. Le montant de la transaction est estimé à quatre millions d’euros. Il rejoint ainsi la Ligue 1 pour la première fois de sa carrière.
Il dispute son premier match avec Dijon le 13 septembre 2020, à domicile, face au Stade brestois en entrant en jeu dès le début de la seconde mi-temps. Auteur d'un pied haut jugé trop dangereux par l'arbitre, il reçoit un carton rouge et quitte la pelouse seulement dix minutes après son entrée en jeu (défaite 0-2). De retour de suspension, il est titularisé lors de la cinquième journée face à Montpellier (2-2) et livre une très bonne performance. Titulaire lors de la 28e journée à Brest, il inscrit son premier but de la saison (défaite 3-1). Malmené par des blessures récurrentes, il ne dispute que 17 rencontres, ne pouvant pas empêcher la rétrogradation du club.
Lors de la première journée de Ligue 2 saison 2021-2022, il inscrit le premier but dijonnais de la saison à domicile (défaite 1-3). Il récidive cinq jours plus tard mais ne peut empêcher la défaite des siens à Nîmes (défaite 2-1).   

#### Prét au Werder Brême
Pas totalement investi dans le projet dijonnais selon son président Olivier Delcourt, il est prêté le 26 août 2021 avec option d'achat au Werder Brême qui évolue en 2.Bundesliga. Il y vit une saison difficile, ne prenant part qu'à six rencontres de championnat et ne totalisant que 117 minutes de jeu. 

### En équipe nationale
Assalé est convoqué pour la première fois en équipe de Côte d'Ivoire pour un match des éliminatoires du CHAN 2014 contre le Nigeria le 6 juillet 2013. La rencontre se termine par une victoire 4-1 des Nigérians tandis qu'Assalé reçoit un carton rouge.
Convoqué pour disputer les CAN 2015 et 2019, Assalé est à chaque fois remplaçant et ne prend part à aucune rencontre.

## Palmarès

### En club
Séwé Sports de San-Pedro
- Championnat de Côte d'Ivoire
  - Champion : 2013 et 2014

- Coupe Félix-Houphouët-Boigny
  - Vainqueur : 2013

- Coupe de la confédération
  - Finaliste : 2014

TP Mazembe
- Championnat de République démocratique du Congo
  - Vainqueur : 2014, 2015

- Ligue des champions de la CAF 2015
  - Vainqueur

- Coupe de la confédération 2016
  - Vainqueur

- Supercoupe de la CAF 2016
  - Vainqueur

Young Boys Berne
- Championnat de Suisse
  - Champion : 2018, 2019

 Werder Brême
- Championnat d'Allemagne D2
  - Vice-champion : 2022

### En sélection
- Équipe de Côte d'Ivoire
  - Vainqueur de la Coupe d'Afrique des nations en 2015